# Domart-sur-la-Luce
Domart-sur-la-Luce – miejscowość i gmina we Francji, w regionie Hauts-de-France, w departamencie Somma.
Według danych na rok 1990 gminę zamieszkiwało 375 osób, a gęstość zaludnienia wynosiła 44 osoby/km² (wśród 2293 gmin Pikardii Domart-sur-la-Luce plasuje się na 629. miejscu pod względem liczby ludności, natomiast pod względem powierzchni na miejscu 566.).